# Keffenach
Keffenach település Franciaországban, Bas-Rhin megyében. Lakosainak száma 204 fő (2022. január 1.). Keffenach Drachenbronn-Birlenbach, Hunspach, Memmelshoffen, Retschwiller, Schœnenbourg és Soultz-sous-Forêts községekkel határos.

## Népesség
A település népességének változása:
| Lakosok száma | 197  | 189  | 193  | 198  | 204  | 204  | 204  | 204  |
|               | 2013 | 2015 | 2017 | 2018 | 2019 | 2020 | 2021 | 2022 |